# Michael Schultz (Fußballspieler)
Michael Schultz (* 30. Mai 1993 in Landau in der Pfalz) ist ein deutscher Fußballspieler, der seit Sommer 2024 bei Rot-Weiss Essen unter Vertrag steht.

## Karriere
Michael Schultz wurde in der Jugendabteilung des Karlsruher SC ausgebildet. Für die Karlsruher absolvierte er in der B- und A-Junioren-Liga Süd/Südwest 46 Spiele und erzielte drei Tore. Ab der Saison 2012/2013 setzten ihn die Karlsruher in ihrer U23-Mannschaft ein, die in der Oberliga Baden-Württemberg spielte. In zwei Jahren stand Schultz dort 67 Mal auf dem Platz. Anschließend wechselte er zur zweiten Mannschaft des 1. FC Kaiserslautern in die Regionalliga Südwest. Für die „Roten Teufel“ erzielte er in 48 Spielen sechs Tore. Zur Saison 2016/2017 unterschrieb Schultz einen Einjahresvertrag beim Regionalligisten SV Waldhof Mannheim, der 2017 zunächst um ein, 2018 schließlich um zwei weitere Jahre verlängert wurde. Mit den Waldhöfern stieg Schultz in der Saison 2018/2019 in die 3. Liga auf und absolvierte am 21. Juli 2019 beim Spiel des Chemnitzer FC gegen Waldhof Mannheim sein Debüt in der Profiliga. Sein erstes Tor in der 3. Liga erzielte er am 5. August 2019 beim 4:0-Heimerfolg gegen den TSV 1860 München. Nach der Saison 2019/20 verließ Schultz den SV Waldhof Mannheim und wechselte zum Aufsteiger in die 2. Fußball-Bundesliga, Eintracht Braunschweig.
Schultz wurde Anfang Februar 2021 bis zum Ende der Saison 2020/21 an den Drittligisten FC Viktoria Köln ausgeliehen. Anschließend kehrte er nach Braunschweig zurück. Im Januar 2023 wechselte er erneut zum FC Viktoria Köln in die 3. Liga.
Im Sommer 2024 wechselte Schultz innerhalb der 3. Liga zu Rot-Weiss Essen.

## Erfolge
SV Waldhof Mannheim
- Badischer-Pokal-Sieger: 2020

FC Viktoria Köln
- Mittelrheinpokal-Sieger: 2021, 2023